# Paderne (Castroverde)
Paderne (llamada oficialmente Santo Estevo de Paderne) es una parroquia y una aldea española del municipio de Castroverde, en la provincia de Lugo, Galicia.

## Organización territorial
La parroquia está formada por dos entidades de población, constando una de ellas en el nomenclátor del Instituto Nacional de Estadística español:
- A Ferreira
- Paderne

## Demografía
Gráfica demográfica de la aldea de Paderne y de la parroquia de Santo Estevo de Paderne según el INE español:
| Gráfica de evolución demográfica de Paderne entre 2000 y 2019 |
|                                                               |
| Datos según el nomenclátor publicado por el INE.              |